# Johannes Geysius
Johannes Geysius II, mathématicien allemand, peut-être né à Wetzlar, dans le Hesse, mort à Herborn en 1632, pasteur, et collaborateur de l'encyclopédie d'Alsted, publiée à Herborn dans le land de Hesse pendant la guerre de Trente Ans.

## Traces biographiques
On ne sait rien de lui. Il peut s'agir de Johann Geysius, pasteur, marié à Catherine Hoens, qui eut un fils, Johann Heinrich Geysius, lui-même doyen de Herborn. Trois ans après sa mort, sa femme se remaria à Johannes Pulver de Sinn dans la Hesse; elle mourut âgé de 86 ans, en 1675.
Un élève originaire lui aussi de Kölschhausen (?), immatriculé dans la Hoch Schule d'Herborn porte le même patronyme vers 1634-1637.

## Les notations algébriques de Geysius
Geysius écrivait l'Algèbre à la façon d'Harriot (mais avant l'édition de la Praxis), en usant du redoublement (comme {\displaystyle aaaaaa} en place de {\displaystyle Acubocubus} chez Viète). 
Selon un témoignage de Collins à Wallis fait en 1670, Geysius publia plusieurs années avant la publication du Clavis de William Oughtred (i.e vers 1620-1630), une algèbre et une sterométrie.
Mais surtout, il suggéra également les notations {\displaystyle a^{i},a^{ii},a^{iii},a^{iv},},etc, dans les mêmes années que Nathanael Torporley, un an avant Oughtred, trois ans avant Pierre Hérigone et six ans avant James Hume. Dans son travail, Geysius résout les problèmes du second degré, et du troisième, mais sans utiliser les imaginaires.
Enfin, Geysius donne dans le livre I de son ouvrage die Cosse, une interprétation hétérodoxe du mot COSS, qu'il fait dériver de l'hébreu. Il indique dans le même ouvrage que la Coss enseigne à chercher un nombre caché et n'est qu'un synonyme du mot Algèbre.

## Œuvres
- Cossae libri  i, ii, et iii. De ﬁctis numeris arguentibus veros (iii inséré dans la seconde encyclopédie d'Alsted (1630) page 865–874)

## Sources
- Gottfried Wilhelm Leibniz : Sämtliche Schriften und Briefe: Reihe 7 : Matematische Schriften .
- Cajori : Histoire des mathématiques.
- (en) extrait d'une lettre de Collins à Wallis, sans date, circa 1670, vol. ii, page 478. Project Gutenberg Consortia Center's
- (en) Jacqueline A. Stedall A discourse concerning algebra: English algebra to 1685
- Jens Hoyrup : A New Art in Ancient Clothes